# 歴史否定主義
歴史否定主義（れきしひていしゅぎ、英: Historical negationism）は、歴史否認主義（れきしひにんしゅぎ、英: historical denialism）ともいい、歴史的記録の改竄または歪曲である。これは新たに証明された正当な根拠を持った学術的な歴史の再解釈を指す歴史修正主義よりも広い用語である。過去を修正し影響を与えようとする際に歴史否定主義は、既知の偽造文書を本物として提示する、本物の文書を信用しないための独創的だがありえない理由を考案する、反対のことを報告している書物や情報源に結論を帰する、与えられた見解を支持するために統計系列を操作する、伝統的または現代的な文献を意図的に誤訳するなど、適切な歴史的言説では許されない技法を用いることによって、非合法的な歴史修正主義として機能する。
ドイツのように、特定の歴史的出来事の否定主義的な修正を犯罪としている国もあれば、言論の自由の保護など様々な理由から、より慎重な立場をとっている国もある。また、過去に否定主義的な見解を義務付けた国もあり、例えばアメリカのカリフォルニア州では、一部の学童がカリフォルニア大虐殺について学ぶことを明確に妨げられていると主張されている。 否定主義の顕著な例としては、ホロコースト否認、アルメニア人虐殺否認、南部の失われた大義、清廉潔白な国防軍などが挙げられる。文学においては、ジョージ・オーウェルの『1984年』など、いくつかの社会派SFにおいて想像力豊かに描かれている。現代では、否定主義は政治的・宗教的な意図を通じて、国営媒体、主流媒体、インターネットなどのニューメディアを通じて広まる可能性がある。

## 用語の由来
否定主義（négationnisme）という用語は、フランスの歴史家であるアンリ・ルッソが1987年の著書『ル・シンドローム・ド・ヴィシー』で初めて用いられた造語である。ルッソは、ホロコースト研究における正当な歴史修正主義と、否認主義と名付けた政治的動機によるホロコースト否認とを区別する必要がある主張した。

## 目的
歴史は過去の政治政策とその結果についての洞察を提供し、現代社会への政治的影響を推測するのに役立つ。歴史否定主義は特定の政治的神話を育てるために適用され、時には政府の公式な同意を得て、独学、アマチュア、反体制派のアカデミックな歴史家が、政治的目的を達成するために歴史的記述を操作したり、誤って伝えたりする。例えば、ソビエト連邦では1930年代後半以降、ソビエト連邦共産党の思想形態とソビエト連邦の歴史学は、特にロシア内戦と農民反乱に関して、現実と党の路線を同じ知的実体として扱った。ソビエト連邦の歴史否定主義は、ロシアとその世界史における位置付けについて、特定の政治的、思想形態的な課題を推進した。

## 手段
歴史否定主義は、読者を欺騙で欺き、歴史的記録を否認するために、調査、引用、発表の技術を応用する。修正された歴史」の視点を支持するために、否定主義の歴史家は偽書を本物の資料として使用して、本物の文書を信用しないための偽りの理由を提示、歴史的文脈から外れた引用によって公表された意見を利用して、統計学を操作し、他言語の文献を誤訳する。歴史否定主義の修正技法は、与えられた歴史解釈と「修正された歴史」の文化的視点を促進するために、公開討論という研究空間で作用する。 したがって、歴史否定主義は政治宣伝の技法として機能する。否定主義の歴史家たちは、査読に作品を提出するのではなく、歴史を書き直し、論理的誤謬を用いて、政治的、思想形態的、宗教的などの課題を支持する「修正された歴史」という望ましい結果を得るための議論を構築する。
史学史の実践において、イギリスの歴史家リチャード・J・エヴァンスは、専門的な歴史家と否定主義的な歴史家との技術的な違いについて、次のように語っている： 「評判の良い専門の歴史家は、自分たちの主張に反する文書からの引用部分を抑圧するのではなく、それを考慮に入れ、必要であれば、それに応じて自分たちの主張を修正する。捏造されたと分かっている文書を、その捏造がたまたま自分たちの言っていることの裏付けになるからといって、本物であるかのように見せたりはしない。また、真正文書が自分たちの主張に反するからという理由で、独創的だがありえない、まったく裏付けのない真正文書不信の理由を捏造することもない。自分たちの結論を、よくよく調べてみると実は正反対のことが書かれている書物やその他の情報源に、意識的に帰結させることはしない。統計の信頼性などとは無関係に、単に何らかの理由でその数字を最大にしたいという理由で、一連の統計の中で可能な限り高い数字を熱心に探し求めることはしない。自分たちにとって都合の良いように、故意に外国語の資料を誤訳したりはしない。歴史的証拠のない単語、語句、引用、事件、出来事を故意に捏造して、自分たちの主張をよりもっともらしくするようなことはしない。」

### 欺瞞
欺瞞には、情報を改竄したり、真実を隠したり、嘘をついたりして、修正された歴史で論じられる歴史的出来事に関する世論を操作することが含まれる。否定主義者の歴史家は、政治的あるいは思想形態的な目標、あるいはその両方を達成するために、欺瞞の手法を用いる。歴史学の分野では、出版前に査読を受けた信頼できる検証可能な情報源に基づく歴史書と、査読を受けなかった信頼できない情報源に基づく欺瞞的な歴史書とが区別される。検証可能性、正確性、批判に対する開放さは、歴史学の中心的な信条である。これらの技法が横取りされた場合、提示された歴史情報は意図的に欺かれた「修正歴史」となる可能性がある。

### 否認
否定とは、他の歴史家と情報が共有されるのを防御し、事実が真実でないと主張することであり、特に第二次世界大戦（1939年-1945年）とホロコースト（1933年-1945年）の過程で行われた戦争犯罪と人道に対する罪の否定である。否定主義の歴史家は、責任転嫁、検閲、目くらまし、情報操作によって、歴史修正主義計画を保護する。時には、保護による否定には、修正主義者の情報源の物理的安全に対する危機管理も含まれる。

### 相対化と矮小化
ある歴史的残虐行為を他の犯罪と比較することは、最初の歴史的残虐行為に対する一般大衆の認識を変えるために、道徳的判断によって解釈する相対化の実践である。このような比較は否定主義史観の中でしばしば見られるが、その宣言は通常、歴史的事実に対する修正主義の意図の一部ではなく、道徳的判断の意見である。
- ホロコーストとナチズム:歴史家のデボラ・リップシュタット（英語版）は、第二次世界大戦後のナチス植民地（生存圏）からのドイツ人追放や連合国による戦争犯罪など、「連合国の過ちに匹敵する」という概念は、現代のホロコースト否認の中心であり、絶えず繰り返される議論であり、そのような相対化は「不道徳な同等性」を提示すると述べている[20]。
- 南部の失われた大義の支持者の中には、南部の奴隷制度の役割について論じる際に、動産奴隷制度の歴史的な事例を用いる者もいるが、この思想形態的な論点を推し進めるためである限り、それはアメリカの奴隷制度の特異性を不明瞭にし、軽視するものである。例えば、裁判所の判決や法令は、他の多くの奴隷制度とは異なり、複数世代にわたる奴隷制を義務づけており、さらにその先には、自由民は決して合衆国市民にはなれないと定めている。これらの措置は、永続と人種差別主義的影響に関連するものであり、さらに奴隷制を支持するために奴隷制の外でさえも生活を制限するものであった。
- 南部の失われた大義と結びついているのが、アイルランド人奴隷の神話である。これは、アイルランドの年季奉公人（英語版）とアメリカ州で奴隷にされたアフリカ人の経験を混同した偽史物語である。この歪曲は、歴史的にはジョン・ミッチェル（英語版）などのアイルランド民族主義者によって推進されたが、現代ではアメリカの白人至上主義者によって、アフリカ系アメリカ人が経験した虐待（人種差別や隔離など）を否定するために推進されており、奴隷制の賠償にも反対している[21][22]。